# 1913 na arte

## Eventos
- 29 de Maio - Estreia, envolta em escândalo, de A Sagração da Primavera, de Igor Stravinski.
- Início do movimento artístico Suprematismo.

## Quadros
- Procissão Corpus Christi de Amadeu de Sousa Cardoso.

## Nascimentos
| Data           | Nome                  | Profissão                                            | Nacionalidade  | Observações | Ref   |
| -------------- | --------------------- | ---------------------------------------------------- | -------------- | ----------- | ----- |
| 27 de maio     | Wols                  | pintor                                               | Alemanha       | m. 1951     |       |
| 23 de setembro | Carl-Henning Pedersen | pintor                                               | Dinamarca      | m. 2007     |       |
| 21 de novembro | Tomie Ohtake          | pintora                                              | Japão / Brasil | m. 2015     |       |
| ??             | Américo Marinho       | pintor                                               | Portugal       | m. 1997     | [ 1 ] |
| ??             | Celestino Alves       | pintor da segunda geração de modernistas portugueses | Portugal       | m. 1974     |       |

## Mortes
| Data          | Nome                     | Profissão | Nacionalidade     | Observações     | Ref |
| ------------- | ------------------------ | --------- | ----------------- | --------------- | --- |
| 10 de julho   | Mikoláš Aleš             | pintor    | Império Austríaco | n. 1852         |     |
| 23 de outubro | Miguel Navarro Cañizares | pintor    | Espanha           | n. 1834 ou 1835 |     |
| ??            | Enrique Casanova         | pintor    | Espanha           | n. 1850         |     |
| ??            | Aimé Morot               | pintor    | França            | n. 1850         |     |

## Prémios
- Prémio Valmor e Municipal de Arquitectura 1913 - Miguel Nogueira Júnior[2].